# ترس و نکبت رایش سوم
ترس و نکبتِ رایشِ سوّم (به آلمانی: Furcht und Elend des Dritten Reiches) نمایشنامه‌ای است که توسط برتولت برشت، نویسندهٔ اهل آلمان نوشته شده‌است. این کتاب یکی از آثار مشهور ادبی جهان است.